# Szlak wodny „Kółko Raduńskie”

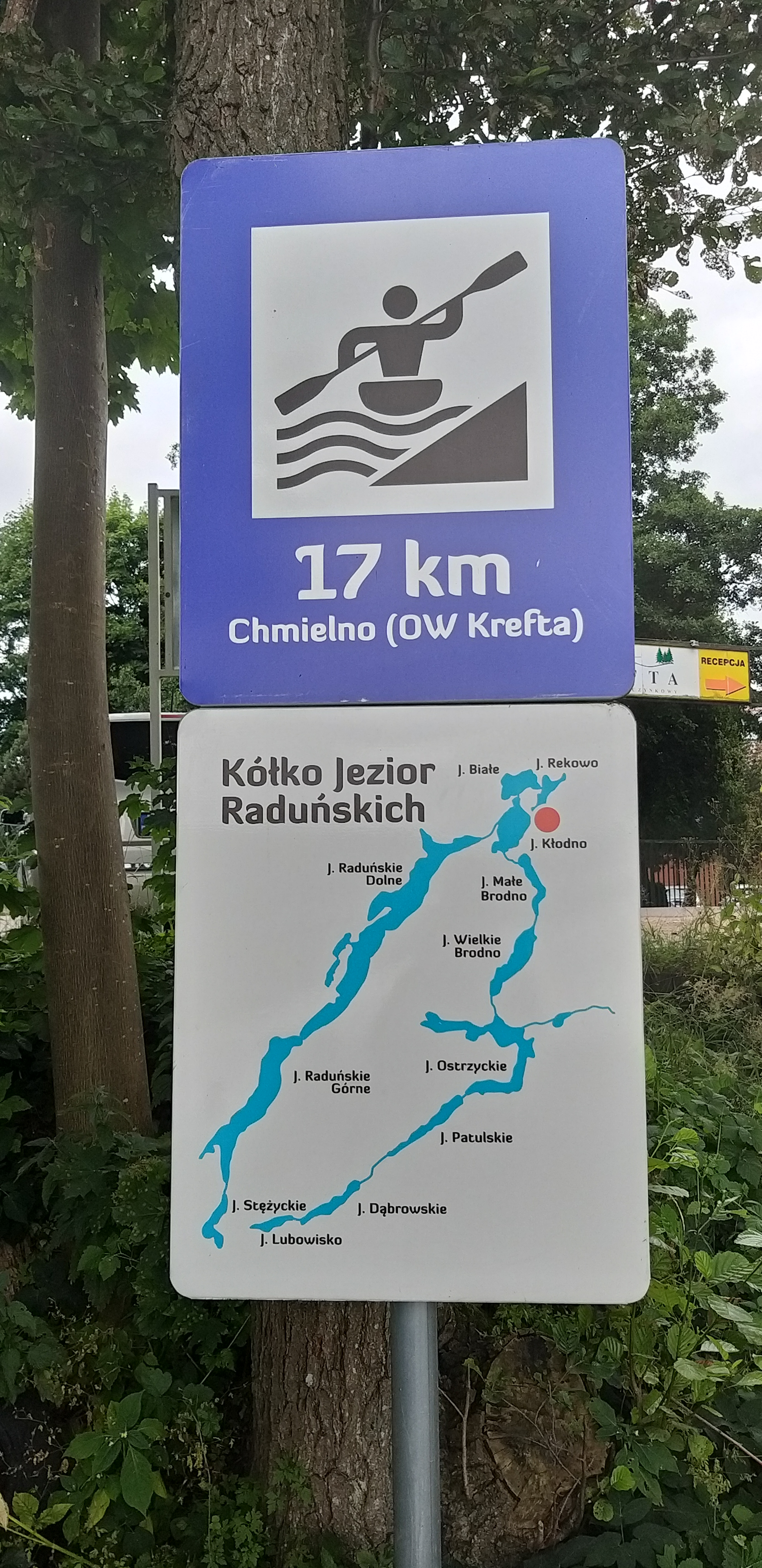
Znak szlaku w Chmielnie

Kółko Raduńskie (również Kółko Jezior Raduńskich) – turystyczny szlak wodny wzdłuż jezior Szwajcarii Kaszubskiej na obszarze Kaszubskiego Parku Krajobrazowego na terenie województwa pomorskiego. Tworzy pętlę o długości 38,1 km. Za początek szlaku uznaje się Stężycę, a za koniec – jezioro Lubowisko. 
Na odcinku od Chmielna do Krzesznej towarzyszy szlakowi wodnemu jego wariant lądowy – Droga Kaszubska, prowadząca przez Wzgórza Szymbarskie i wzdłuż brzegów „Kółka Raduńskiego”.

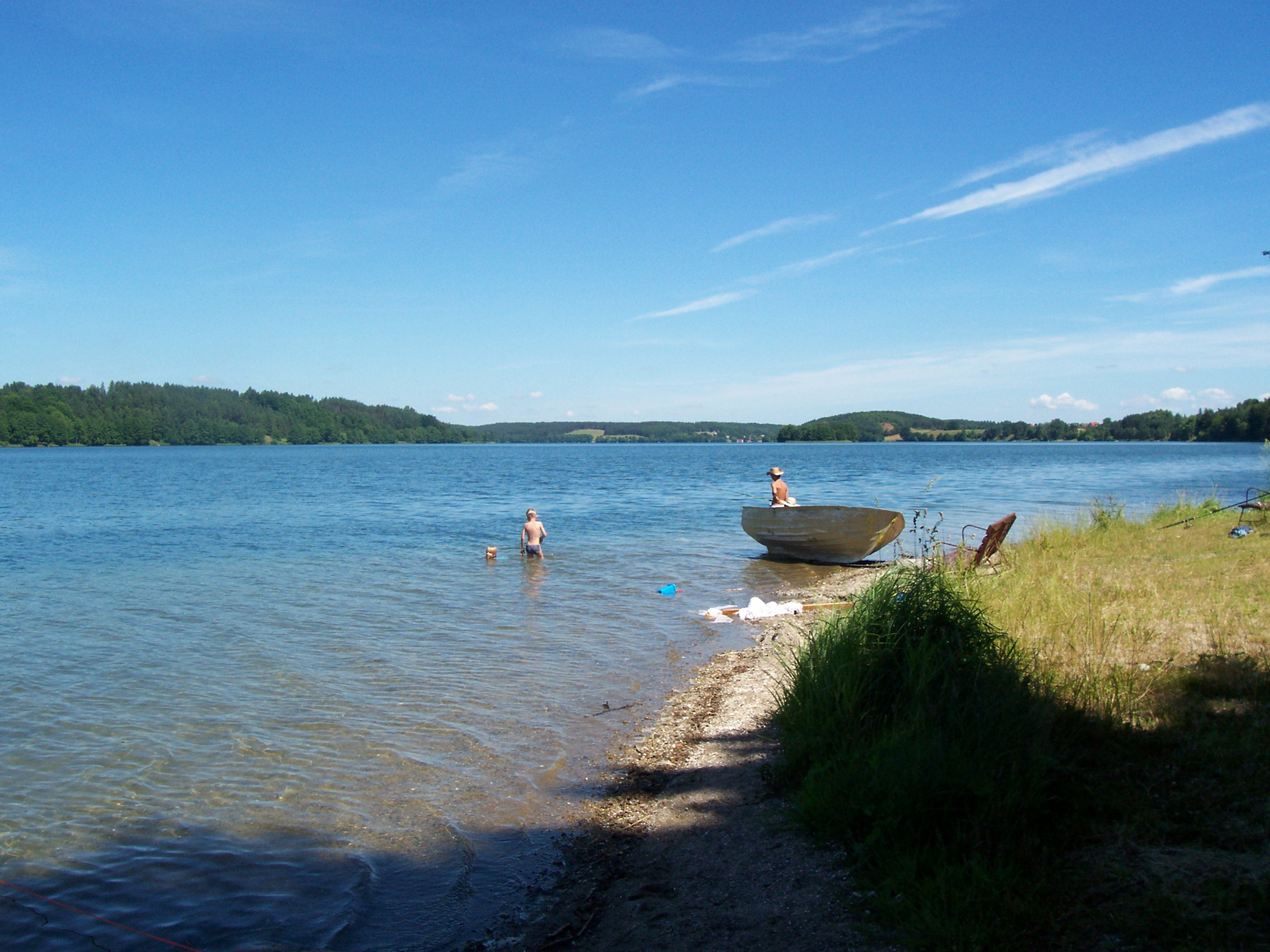
Jezioro Raduńskie Górne

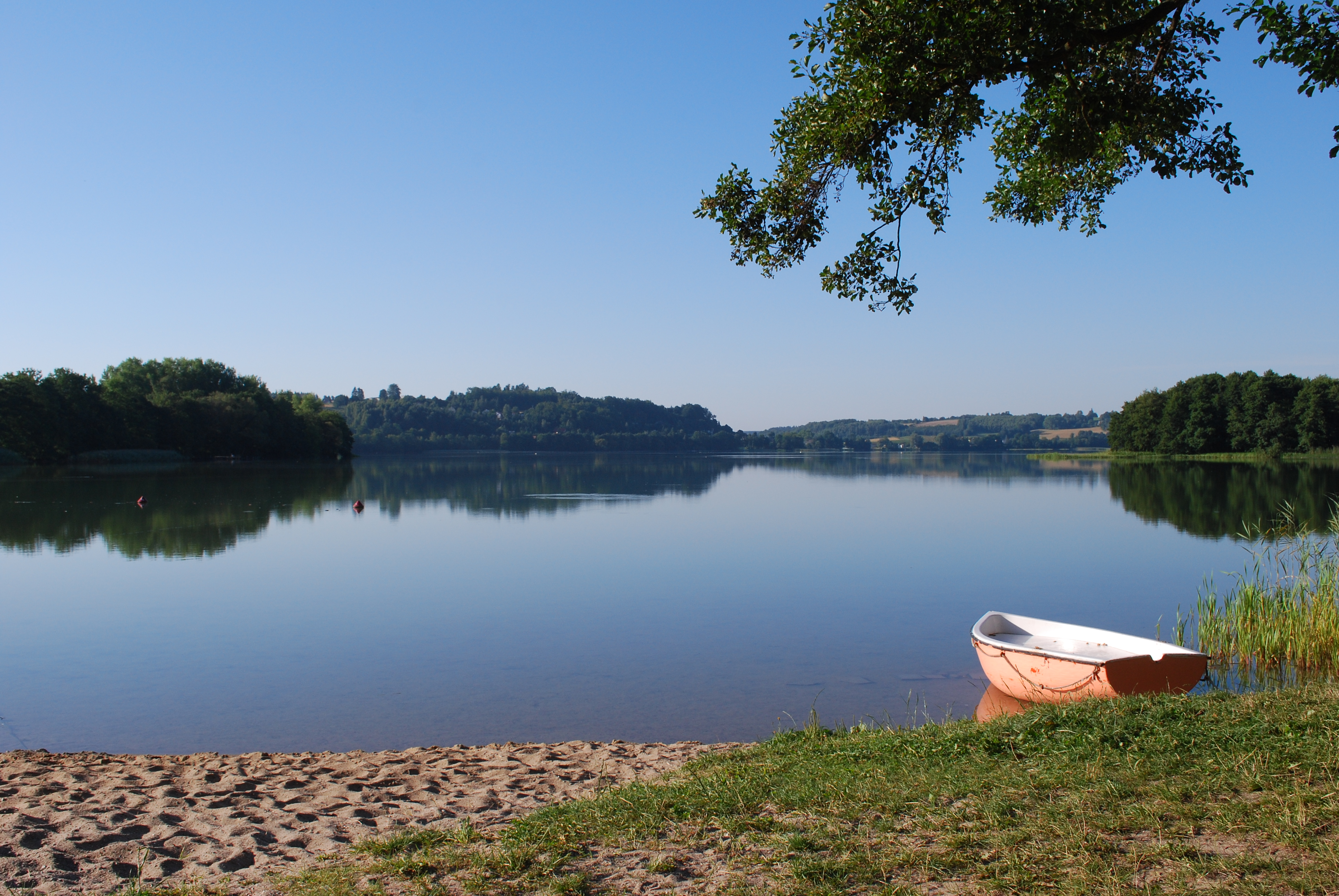
Jezioro Kłodno

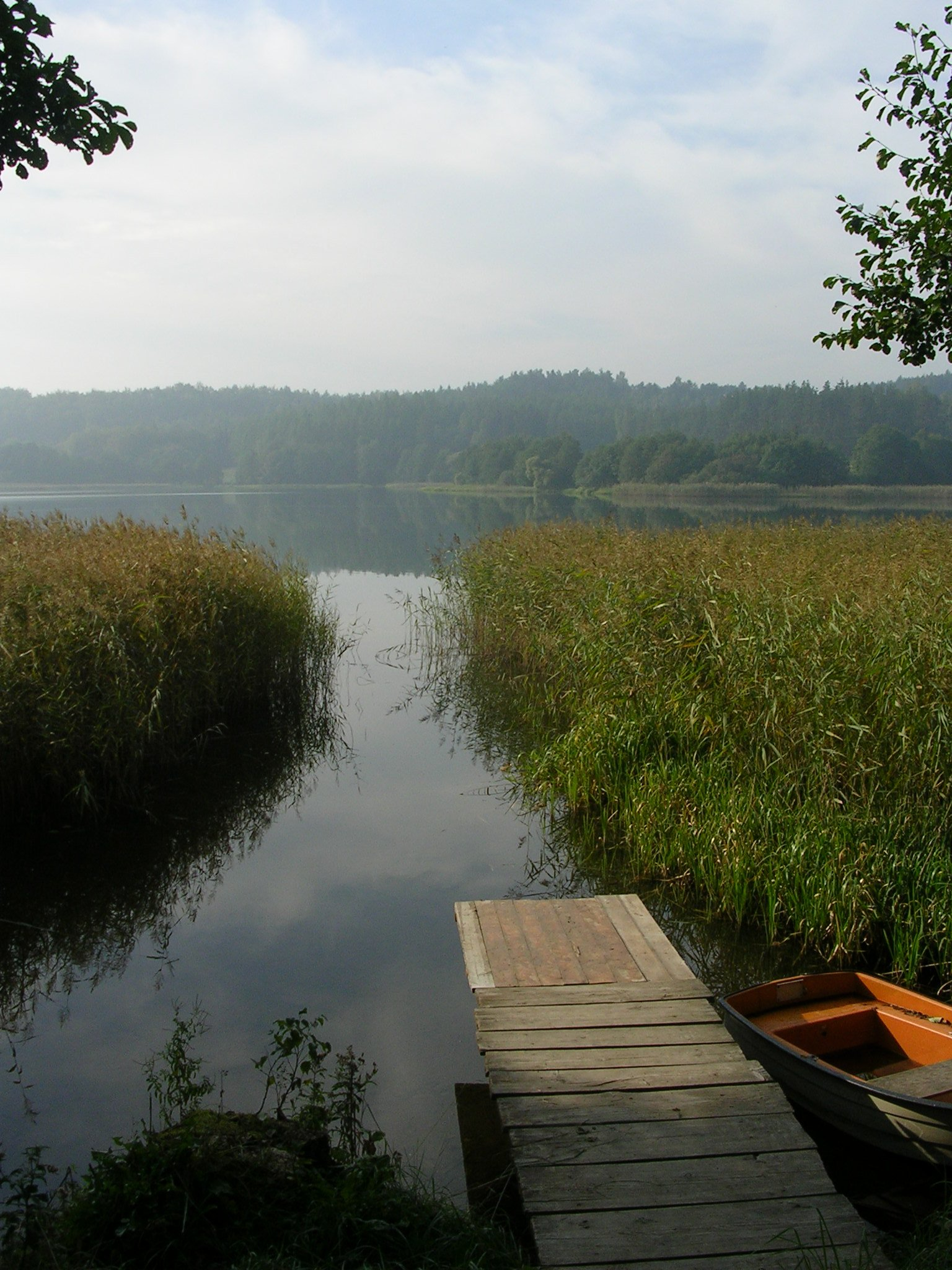
Jezioro Ostrzyckie

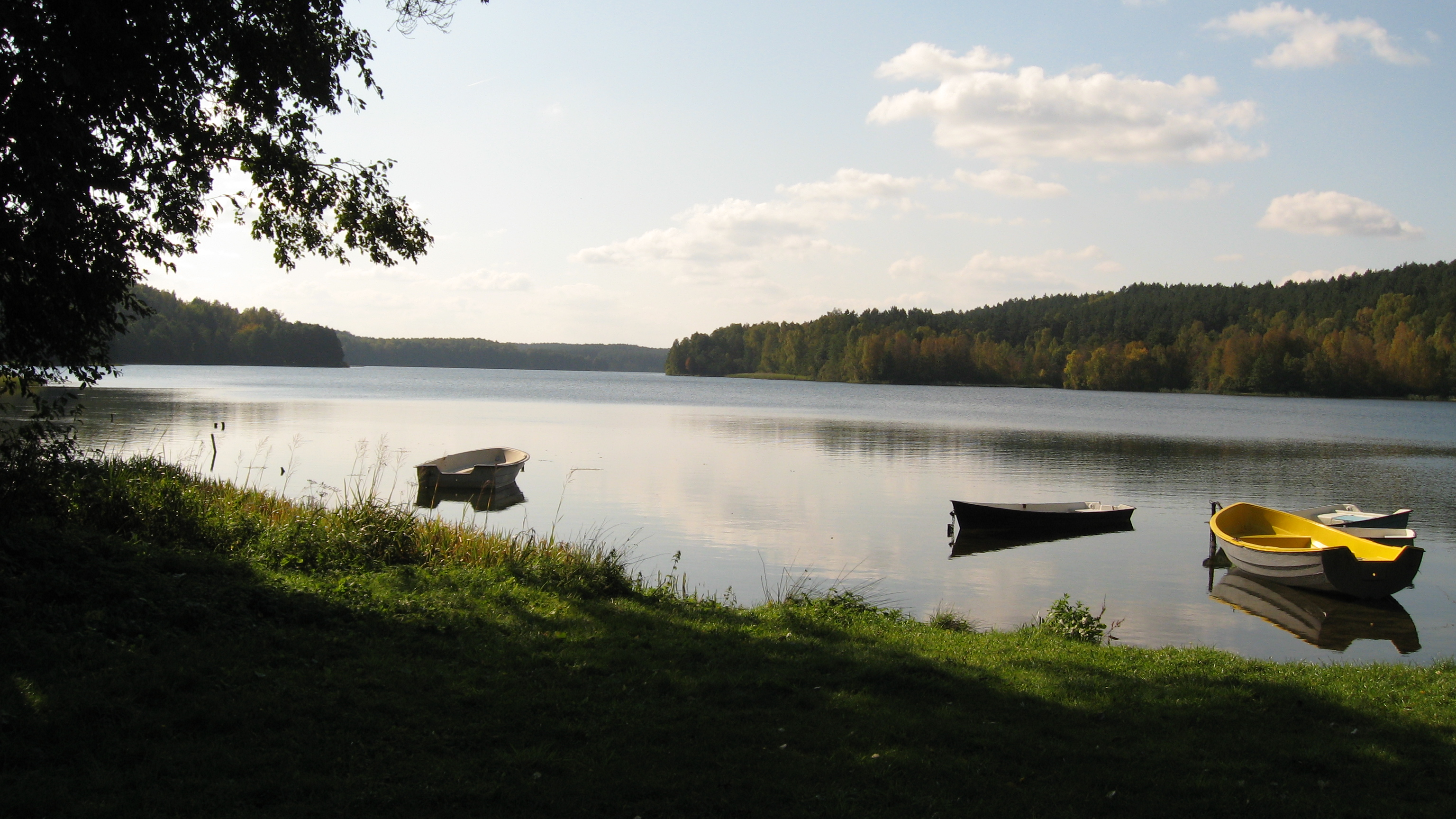
Jezioro Dąbrowskie

## Jeziora „Kółka Raduńskiego”
Szlak przebiega przez następujące jeziora:
- Jezioro Stężyckie
- Jezioro Raduńskie Górne
- Jezioro Raduńskie Dolne
- Jezioro Kłodno
- Jezioro Małe Brodno
- Jezioro Wielkie Brodno
- Jezioro Ostrzyckie
- Jezioro Patulskie
- Jezioro Dąbrowskie
- Lubowisko

Odnogi szlaku prowadzą przez jeziora Białe i Rekowo z jeziora Kłodno oraz do jezior Bukrzyno Duże i Bukrzyno Małe z Jeziora Ostrzyckiego.

## Miejscowości „Kółka Raduńskiego”
Nad jeziorami „Kółka Raduńskiego” położone są następujące wsie i osady:
- Stężyca - przystań kajakowa i marina wodna,
- Żuromino
- Zgorzałe - przystań kajakowa,
- Borucino - przystań kajakowa,
- Brama Kaszubska - przesmyk pomiędzy jeziorami Raduńskimi
- Przewóz - przystań kajakowa,
- Borzestowska Huta
- Sznurki
- Lampa
- Chmielonko - przystań kajakowa,
- Chmielno - przystań kajakowa,
- Zawory - przystań kajakowa,
- Ręboszewo
- Brodnica Górna - centrum sportów wodnych,
- Brodnica Dolna
- Ostrzyce
- Kolano
- Krzeszna
- Pierszczewo
- Gołubie - przystań kajakowa.